# Гольцовский сельский округ
Гольцовский сельский округ — упразднённая административно-территориальная единица, существовавшая на территории Луховицкого района Московской области в 1994—2006 годах.
Гольцовский сельсовет был образован в первые годы советской власти. До 1929 года он входил в состав Зарайского уезда Рязанской губернии.
В 1929 году Гольцовский с/с был отнесён к Луховицкому району Коломенского округа Московской области.
8 января 1931 года Луховицкий и Белоомутский районы объединились в Горкинский район, куда вошёл и Гольцовский с/с.
11 мая 1931 года Горкинский район был переименован в Луховицкий район.
14 июня 1954 года к Гольцовскому с/с были присоединёны Головачёвский и Ларинский сельсоветы.
1 февраля 1963 года Луховицкий район был упразднён и Гольцовский с/с вошёл в Коломенский сельский район. 11 января 1965 года Гольцовский с/с был возвращён в восстановленный Луховицкий район.
30 мая 1978 года в Гольцовском с/с было упразднено селение Зименки.
23 июня 1988 года в Гольцовском с/с были упразднены деревни Индриково и Новое Карцево.
3 февраля 1994 года Гольцовский с/с был преобразован в Гольцовский сельский округ.
8 августа 2001 года в Гольцовском с/о была упразднена деревня Борислово.
В ходе муниципальной реформы 2004—2005 годов Гольцовский сельский округ прекратил своё существование как муниципальная единица. При этом его селения были переданы в сельское поселение Головачёвское.
29 ноября 2006 года Гольцовский сельский округ исключён из учётных данных административно-территориальных и территориальных единиц Московской области.